# ПСНИ
«Полицейский Департамент Северной Ирландии» (ПСНИ) (англ. Police Service of Northern Ireland) — североирландский футбольный клуб из города Белфаст. Основные цвета: зелёный, красный, чёрный. Участвуют во втором североирландском футбольном дивизионе. Прежнее название клуба было RUC FC (Royal Ulster Constabulary), которое было заменено в 2002 году, вслед за сменой названия полиции в Северной Ирландии.

## Достижения
- Первая лига
  - Победитель: 1986/87
- Межрегиональный кубок
  - Обладатель (4): 1978/79, 1979/80, 1984/85, 1986/87
- Кубок Первой лиги
  - Обладатель (3): 1982/83, 1984/85, 1985/86
- Северная лига
  - Победитель (2): 1970/71, 1972/73
- Кубок северной лиги
  - Обладатель: 1960/61
- Кубок Бордера
  - Обладатель: 1964/65